# Osttatra

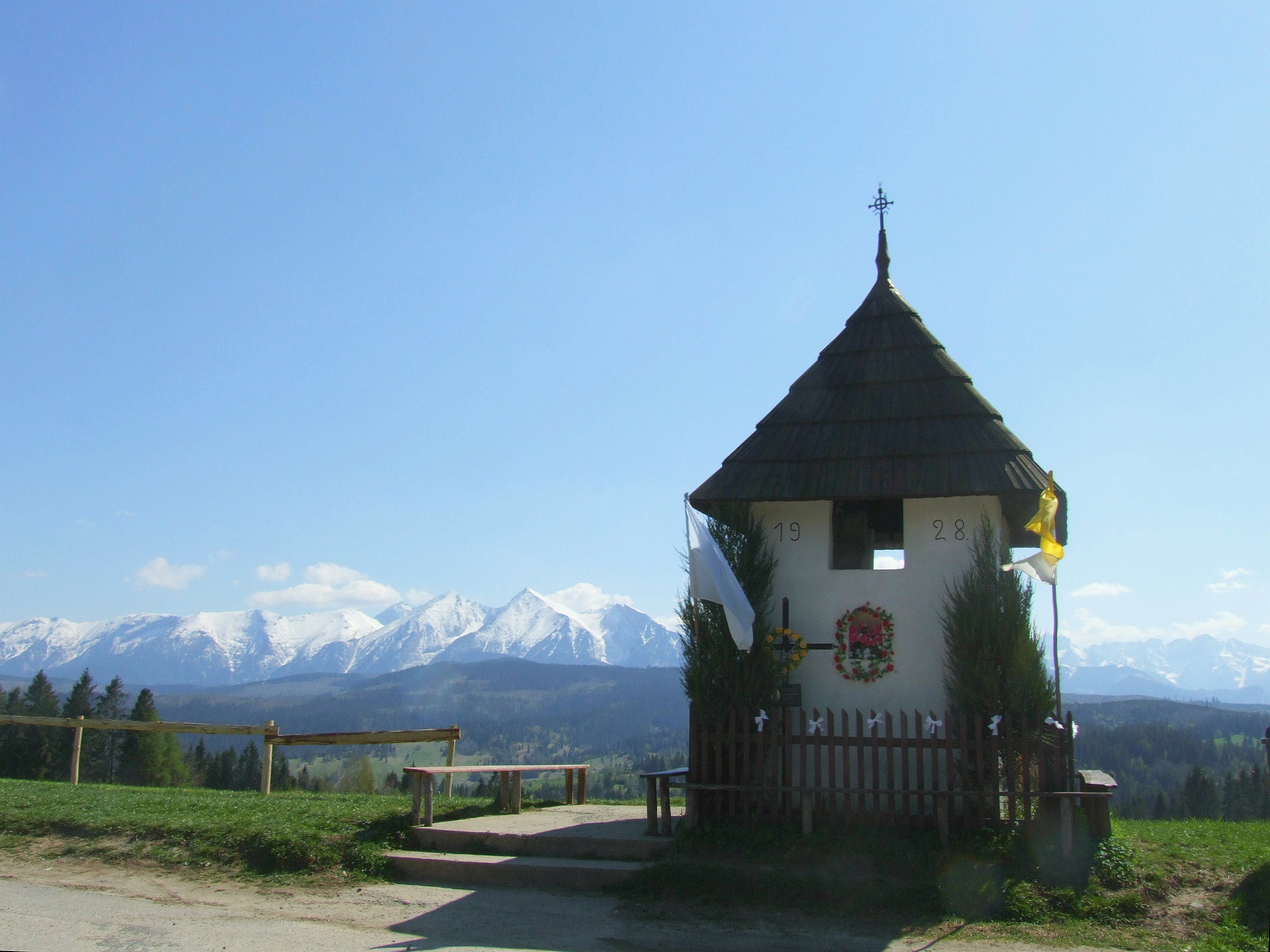
Belianske Tatry vom Zipser Magura

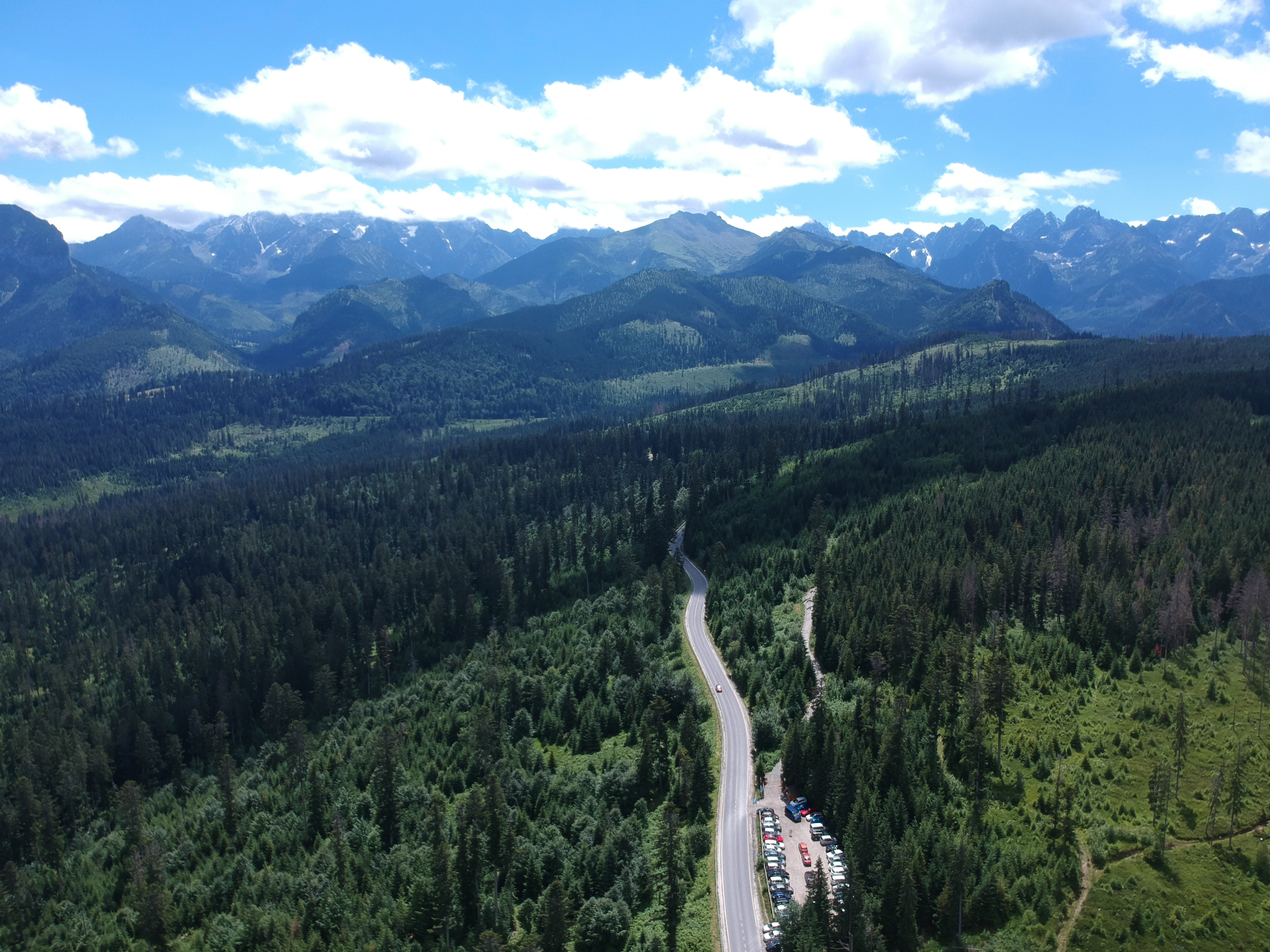
Hohe Tatra von einer Drohne über dem Oswald-Balzer-Weg

Die Osttatra (auch Östliche Tatra, poln. Tatry Wschodnie) ist ein Gebirge an der Grenze zwischen Polen und der Slowakei. Sie ist Teil der Tatra, die wiederum zu den Zentralen Westkarpaten gehört.
Die Osttatra liegt östlich der Westtatra. Sie nimmt eine Fläche von ca. 400 km² ein. Ihr höchster Gipfel ist die Gerlach mit 2655 m in der Hohen Tatra.

## Abgrenzung
Die Grenze zur Westtatra wird nach der aktuell gültigen geomorphologischen Gliederung im Sattel Liliowe gesehen.

## Gliederung
Die Osttatra gliedert sich in die Hohe Tatra im Westen und die Belianske Tatry im Nordosten.

## Charakter
Die Osttatra hat als einziger Gebirgszug der Karpaten alpinen Charakter.

## Tourismus
Die Hohe Tatra ist eine der beliebtesten touristischen Regionen sowohl in Polen als auch der Slowakei. Die Belianske Tatry sind ein großes Naturreservat und dürfen größtenteils und grundsätzlich von Touristen nicht betreten werden.

## Naturschutz
Auf slowakischer Seite wurde im Jahr 1949 der Tatranský národný park begründet. In Polen besteht seit 1954 der Nationalpark Tatrzański Park Narodowy

## Einige Ortschaften in der Umgebung
- Zakopane
- Bukowina Tatrzańska
- Poronin

## Nachweise
- Jerzy Kondracki: Geografia regionalna Polski. Wydawnictwo Naukowe PWN, Warszawa 1998, ISBN 83-01-12479-2.

## Panorama

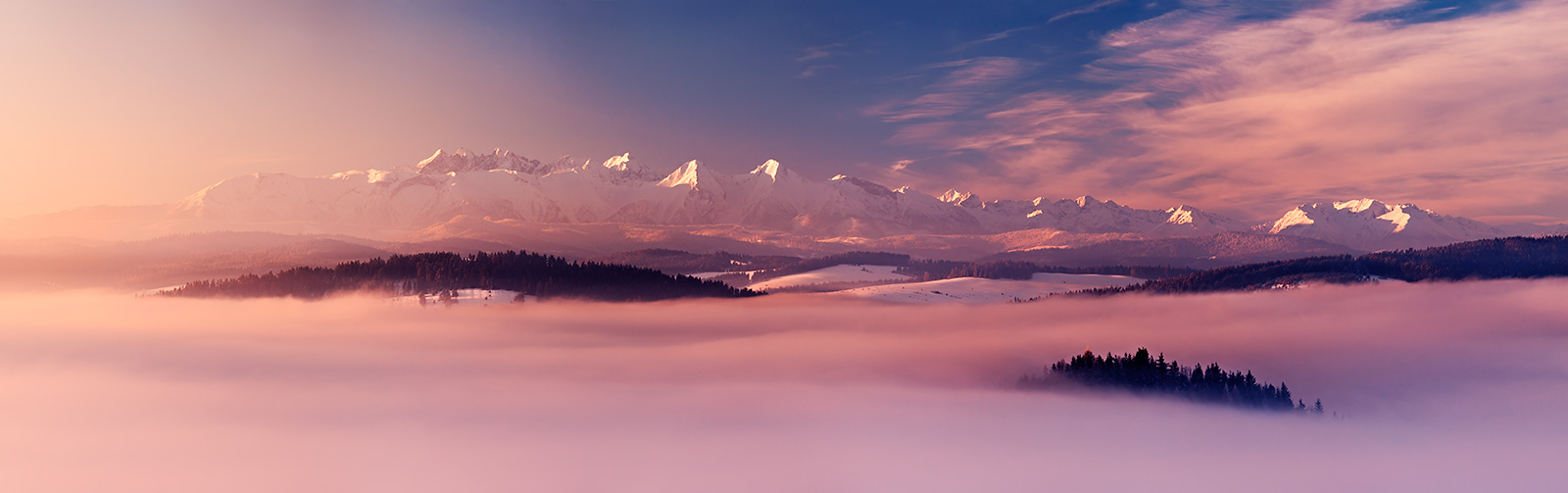
Panorama von Jurgów

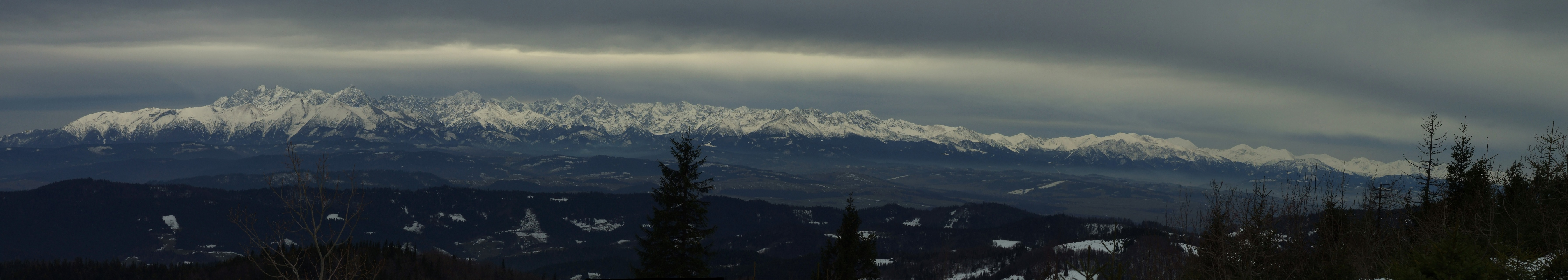
Panorama von den Gorce